# Gyanendra Bir Bikram Shah Dev
Gyanendra Bir Bikram Shah Dev (nep. ज्ञानेन्द्र वीर बिक्रम शाहदेव; Jñānendra Vīra Vikrama Śāhadeva) (ur. 7 lipca 1947) – król Nepalu na przełomie lat 1950 i 1951 oraz od czerwca 2001 do maja 2008, drugi syn króla Mahendry. Po raz pierwszy na krótko wstąpił na tron podczas powstania przeciw dziedzicznym premierom z rodziny Rana w 1950 roku. Drugi raz przyjął tytuł króla w 2001 roku po tym, jak jego bratanek i następca tronu książę Dipendra wymordował prawie całą rodzinę królewską, w tym ówczesnego króla Birendrę i popełnił samobójstwo.
Król Gyanendra dążył do utrzymania jak najsilniejszej pozycji w państwie, mimo że zgodnie z ustanawiającą monarchię konstytucyjną konstytucją z 1990 roku przyjętą za panowania jego brata, Birendry, król odgrywał małą rolę w rządzeniu krajem. W maju 2002 poparł premiera Sher Bahadur Deuba rozwiązując wybrany w 1999 roku parlament. W październiku 2002 zdymisjonował rząd Deuba i po raz pierwszy na krótko przejął bezpośrednią władzę nad państwem. W latach 2002 do 2005 trzykrotnie powoływał i odwoływał premierów. 1 lutego 2005 roku po raz drugi odwołał rząd Deuba oskarżając go o brak możliwości przywrócenia pokoju w kraju. Od 1996 Nepal ogarnięty był maoistowską rebelią. Od tego czasu król przejął całkowitą władzę w Nepalu.
Gyanendra obiecał, że „pokój i sprawna demokracja” zostaną przywrócone w ciągu trzech lat. Jednak wraz z wprowadzeniem bezpośredniej władzy królewskiej rozpoczęły się represje. Po ograniczeniu przez króla swobód obywatelskich organizacje międzynarodowe wyrażały obawy o bezpieczeństwo dziennikarzy i obrońców praw człowieka pracujących w kraju. Zniesiono wolność prasy, łamano konstytucyjne gwarancje wolności słowa oraz dokonywano bezprawnych aresztowań. Gyanendra stwierdził, że demokracja i postęp procesu pokojowego wykluczają się wzajemnie.
W kwietniu 2006 w Katmandu rozpoczęły się demonstracje przeciwko bezpośredniej władzy królewskiej. Rząd, w odpowiedzi, wprowadził godzinę policyjną i rozpoczął rozpędzenie demonstracji, co spotkało się z potępieniem ze strony innych państw świata, w tym Indii oraz Stanów Zjednoczonych. 21 kwietnia 2006 Gyanendra wyraził gotowość powołania nowego premiera wybranego przez partie polityczne. 24 kwietnia 2006 Gyanendra przywrócił parlament, a 30 kwietnia powołał Girija Prasad Koirala na urząd premiera.
10 czerwca 2006 parlament pozbawił króla wpływu na władzę, w tym prawa weta. Z biegiem czasu król był coraz bardziej izolowany na scenie politycznej; w lipcu 2007 60 urodziny władcy zostały zignorowane przez nepalski rząd oraz ambasadorów Unii Europejskiej i Indii. 15 stycznia 2007 roku podpisano tymczasową konstytucję, na mocy której rozwiązano dotychczasowy parlament i powołano nowy, w skład którego wchodzą również maoiści, dotychczasowi rebelianci. Nowa konstytucja powierza sprawowanie funkcji głowy państwa premierowi do czasu wyłonienia w wyborach zaplanowanych początkowo na 20 czerwca 2007 nowego parlamentu. Wybory zostały jednak dwukrotnie przełożone, na 22 listopada 2007, a następnie na 10 kwietnia 2008 roku. 28 grudnia 2007 parlament zapowiedział ogłoszenie kraju republiką, ale formalnie nie zdetronizował Gyanendry, który przestał być królem dopiero 28 maja 2008 roku.
Po oficjalnym zniesieniu monarchii parlament dał członkom rodziny królewskiej 15 dni na wyprowadzenie się z pałacu Narayanhity, który miał stać się muzeum. Król opuścił pałac 11 czerwca i przeniósł się do letniej, mniejszej rezydencji – Nagardżuna. Koronę królewską oraz większość wyposażenia były monarcha musiał zostawić państwu.